# Fenoarivobe (district)
Fenoarivobe is een district van Madagaskar in de regio Bongolava. Het district telt 123.598 inwoners (2011) en heeft een oppervlakte van 7.761 km², verdeeld over 8 gemeentes. De hoofdplaats is Fenoarivobe.